# Branden på stadshotellet i Borås

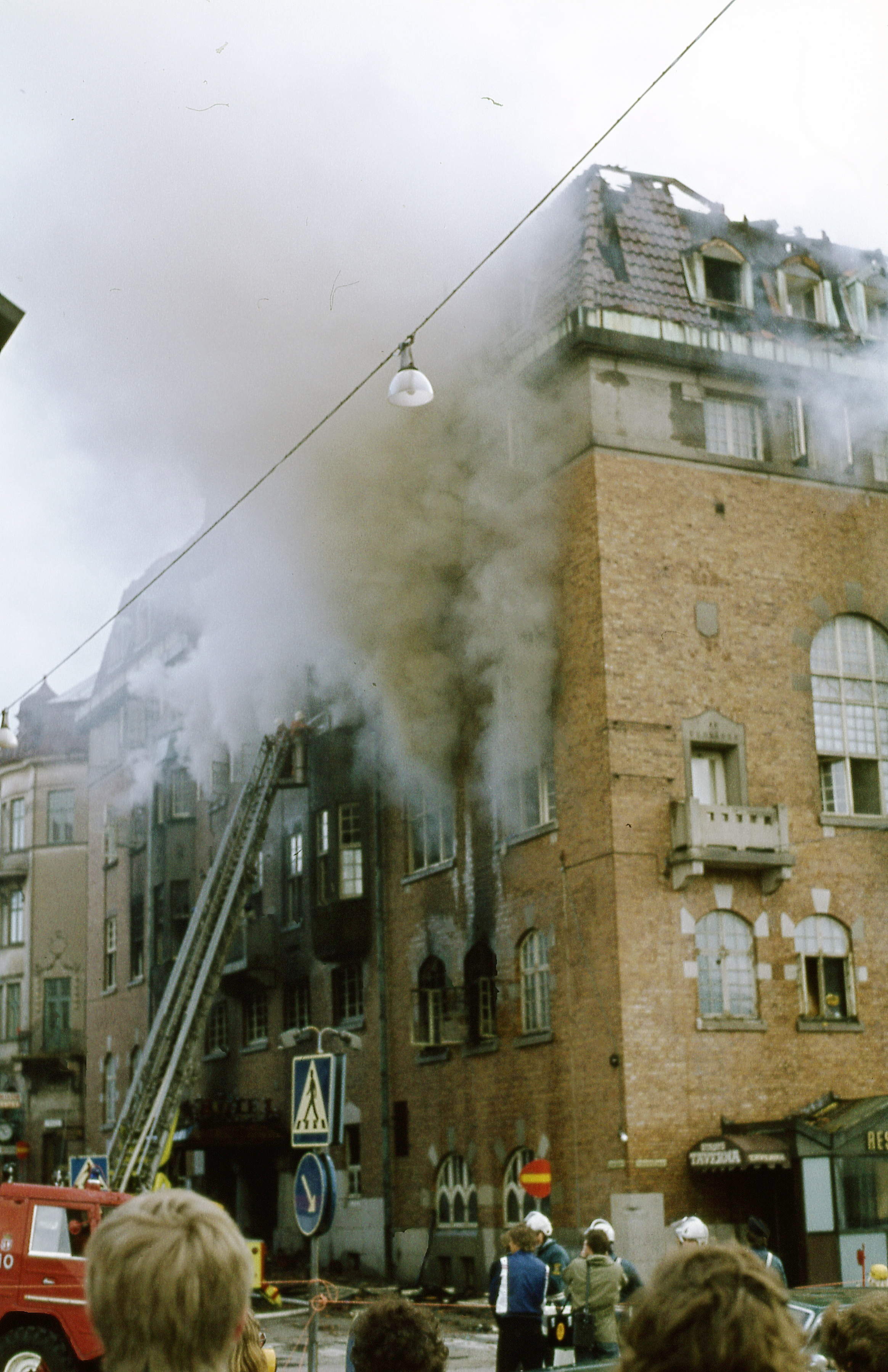
Branden på stadshotellet i Borås 1978.

Branden på stadshotellet i Borås utbröt natten till den 10 juni 1978. På stadshotellet i Borås fanns cirka 150 gäster som firade sin studentexamen på nattklubben då en häftig brand bröt ut på bottenplanet. Brandens förlopp var explosionsartad och trots att brandstationen bara låg 400 meter från hotellet och brandkåren var på plats bara efter några minuter var katastrofen ett faktum. 20 personer omkom och 59 skadades.

## Brandförlopp
Brandteknisk undersökning av hotellet gav vid handen att branden startat i ett rum intill vestibulen, i den så kallade dagrouletten. Exakt brandorsak har inte kunnat fastställas, men troligen orsakades  branden av en glödande cigarettfimp slängd i en papperskorg, som var placerad under ett roulettbord. Bordet var övertäckt med en duk och elden spred sig via duken upp i en gardin som hängde längs ena väggen. Branden fick ett explosionsartat förlopp, mycket på grund av att branddörrarna stod i öppet läge och det var fritt fram för röken och elden att via trappan ta sig upp på våning 1 där ca 150 personer, de flesta ungdomar, roade sig eller dansade i nattklubben Monte Carlo. Vittnen har uppgivit att lokalerna rökfylldes på bara ett par minuter och att många av gästerna inte tog branden på allvar. Många trodde att en rökbomb kastats in på skoj.

## Katastrofen
Det snabba brandförloppet överrumplade gästerna. Den brännande och giftiga röken panikslog gästerna och makabra scener kom att utspela sig; folk slog ned varandra, irrade planlöst omkring, folk hoppade ut genom fönstren flera meter ner i gatan och människor som försökte ta sig in i hotellet igen för att leta reda på sina vänner motades av säkerhetsskäl bort av polis och brandkår. Några av gästerna tog sin tillflykt till toaletterna, där de dukade under för röken och hettan. Förkolnade rester av åtta personer påträffades senare i toaletterna på våning 1 i närheten av trapphuset. Hela hotellbyggnaden förstördes i branden, så när som på vinkällaren. Totalt omkom 20 personer, de flesta ungdomar i 18- till 20-årsåldern.

## Räddningsinsatser
Larmet om branden inkom till Borås brandkår klockan 02.31. Trots att hotellet låg bara ca 400 meter från brandstationen var detta i stora delar redan övertänt då brandkåren nådde fram två minuter senare. Nio brandmän och två befäl, samt anställda på hotellet och privatpersoner, gjorde heroiska räddningsinsatser för att rädda så många som möjligt. Brandkårens rökdykare räddade tio medvetslösa personer via ett fönster i baren, ett sjuttiotal tog sig ut via trapphuset som gick till en nödutgång till Lilla Brännerigatan. Andra tog sig via fönstren ner på taket till tavernan King's Club eller hoppade flera meter ner i gatan. På Borås lasarett gick stort katastroflarm där ett femtontal läkare och ett femtiotal sköterskor och biträden kallats in. De svårast skadade fördes med militärhelikopter till specialistvård i Uppsala och Linköping. Totalt skadades 59 personer, fyra mycket allvarligt.

## Stad i sorg
Borås var på morgonen den 10 juni 1978 en sorgens stad. Flaggorna på Stora Torget framför rådhuset vajade på halv stång. Många i Borås kände eller var bekant med någon som besökt stadshotellet under natten. Lokalradion läste upp namnen på de omkomna under dagen. En konsert med Lill-Babs som skulle hållas samma dag i Borås ställdes in.

## De omkomna
De flesta av de omkomna i branden var från Borås med omnejd. En familj om tre personer var från Skövde.

## Rättsligt efterspel
Hotelldirektören ställdes så småningom inför rätta för vållande till 20 människors död och dömdes till villkorlig dom. Att straffet blev så lågt berodde på att tingsrätten ansåg att det måste ha förelegat ett missförstånd från direktörens sida vad gällde det brandsyneföreläggande han fått av brandmyndigheten gällande installation av rökdetektorer, som skulle styra stängningsanordningarna till branddörrarna. Direktören hade trott att rökdetektorerna skulle vara på plats samtidigt som det automatiska brandlarmet, det vill säga före 1 september 1978 i hela hotellet. Rökdetektorerna skulle emellertid vara på plats redan före 1 maj samma år.